# Sosun Pattah
Das Sosun-Pattah (auch Sousson-Pata, Sailaba) ist ein Schwert aus Indien.

## Beschreibung
Das Sosun-Pattah hat eine leicht S-förmig gebogene, zweischneidige Klinge. Die Klinge ist der Klinge eines Jatagan nachgeformt. Sie ist leicht S-förmig gebogen und läuft vom Heft schmaler werdend zum Ort. Am Ort ist auf dem Klingenrücken eine etwa 20 cm lange Rückenschneide ausgearbeitet. Bei manchen Versionen sind an der Klinge und am Klingenrücken vom Heft an Klingenverstärkungen aus Messing angebracht. Das Heft gleicht dem des Talwar. Es gibt Ausführungen mit und ohne Handschutzbügel. Es gibt den Sosun-Pattah mit normalen Klingen, aber auch mit Klingen aus indischem Damaszener Stahl (Wootz-Gussdamast).